# 最新型原子力リプレース推進議員連盟
最新型原子力リプレース推進議員連盟は、日本の自民党の国会議員による原発推進のための議員連盟。正しくは「脱炭素社会実現と国力維持・向上のための」と冠される。
東京電力福島第一原子力発電所事故発生以降、政府は原発の建設を認めない方針を取っているが、それを覆し原発の新増設・リプレース（置き換え）を進めることを目的として設立された。
2025年4月に「立地に寄り添うエネルギー政策推進議連」と改称された。リプレースに加え、エネルギー関連施設と地域との共生を図る政策全般を議論していく活動方針に基づくもの。

## 役員
会長
- 稲田朋美

顧問
- 額賀福志郎

事務局長
- 滝波宏文

## 元役員・メンバー
- 上野宏史（事務局長・2021年に落選）
- 安倍晋三（顧問・2022年に死去）
- 細田博之（顧問・2023年に死去）
- 大西英男（2024年に引退）
- 杉田水脈（2024年に引退）
- 青山周平（2024年に落選）
- 甘利明（顧問・2024年に落選）
- 鈴木淳司（幹事長・2024年に落選）